# Danel Sinani
Danel Sinani (Belgrado, 5 de abril de 1997) es un futbolista luxemburgués que juega en la demarcación de centrocampista para el F. C. St. Pauli de la 1. Bundesliga de Alemania.

## Selección nacional
Tras jugar en la selección de fútbol sub-19 de Luxemburgo y en la sub-21, finalmente el 3 de septiembre de 2017 hizo su debut con la selección absoluta en un encuentro de clasificación para la Copa Mundial de Fútbol de 2018 contra Francia que finalizó con un resultado de empate a cero. Su primer gol para la selección llegó contra Moldavia el 8 de septiembre de 2018.

### Goles internacionales
| #  | Fecha                    | Estadio                                                | Oponente             | Gol | Resultado | Competición                         |
| -- | ------------------------ | ------------------------------------------------------ | -------------------- | --- | --------- | ----------------------------------- |
| 1  | 8 de septiembre de 2018  | Estadio Josy Barthel, Luxemburgo, Luxemburgo           | Moldavia             | 3–0 | 4-0       | Liga de Naciones de la UEFA 2018-19 |
| 2  | 11 de septiembre de 2018 | Estadio Olímpico de San Marino, Serravalle, San Marino | San Marino           | 0-3 | 0-3       | Liga de Naciones de la UEFA 2018-19 |
| 3  | 15 de octubre de 2018    | Estadio Josy Barthel, Luxemburgo, Luxemburgo           | San Marino           | 2-0 |           | Liga de Naciones de la UEFA 2018-19 |
| 4  | 10 de octubre de 2020    | Estadio Josy Barthel, Luxemburgo, Luxemburgo           | Chipre               | 1–0 | 2-0       | Liga de Naciones de la UEFA 2020-21 |
| 5  | 10 de octubre de 2020    | Estadio Josy Barthel, Luxemburgo, Luxemburgo           | Chipre               | 2–0 | 2-0       | Liga de Naciones de la UEFA 2020-21 |
| 6  | 13 de octubre de 2020    | Estadio Pod Goricom, Podgorica, Montenegro             | Montenegro           | 1-2 | 1-2       | Liga de Naciones de la UEFA 2020-21 |
| 7  | 4 de junio de 2022       | Estadio LFF, Vilna, Lituania                           | Lituania             | 0-1 | 0-2       | Liga de Naciones de la UEFA 2022-23 |
| 8  | 4 de junio de 2022       | Estadio LFF, Vilna, Lituania                           | Lituania             | 0-2 | 0-2       | Liga de Naciones de la UEFA 2022-23 |
| 9  | 22 de septiembre de 2022 | Başakşehir Arena, Estambul, Turquía                    | Turquía              | 1-2 | 3-3       | Liga de Naciones de la UEFA 2022-23 |
| 10 | 17 de junio de 2023      | Estadio de Luxemburgo, Luxemburgo, Luxemburgo          | Liechtenstein        | 1–0 | 2-0       | Clasificación para la Eurocopa 2024 |
| 11 | 20 de junio de 2023      | Bilino Polje, Zenica, Bosnia y Herzegovina             | Bosnia y Herzegovina | 0-2 | 0-2       | Clasificación para la Eurocopa 2024 |
| 12 | 8 de septiembre de 2023  | Estadio de Luxemburgo, Luxemburgo, Luxemburgo          | Islandia             | 3–1 | 3-1       | Clasificación para la Eurocopa 2024 |
| 13 | 26 de marzo de 2024      | Estadio de Luxemburgo, Luxemburgo, Luxemburgo          | Kazajistán           | 2–1 | 2-1       | Amistoso                            |
| 14 | 25 de marzo de 2025      | Kybunpark, San Galo, Suiza                             | Suiza                | 3–1 | 3-1       | Amistoso                            |

## Clubes
| Club                                | País       | Año       | Partidos | Goles |
| ----------------------------------- | ---------- | --------- | -------- | ----- |
| R. F. C. Union Luxemburgo           | Luxemburgo | 2014-2017 | 72       | 15    |
| F91 Dudelange                       | Luxemburgo | 2017-2020 | 93       | 43    |
| Norwich City F. C.                  | Inglaterra | 2020      | 0        | 0     |
| Waasland-Beveren (cedido)           | Bélgica    | 2020-2021 | 21       | 4     |
| Huddersfield Town A. F. C. (cedido) | Inglaterra | 2021-2022 | 47       | 7     |
| Norwich City F. C.                  | Inglaterra | 2022-2023 | 18       | 2     |
| Wigan Athletic F. C. (cedido)       | Inglaterra | 2023      | 10       | 0     |
| F. C. St. Pauli                     | Alemania   | 2023-     | 37       | 3     |
| F. C. St. Pauli II                  | Alemania   | 2024      | 2        | 0     |

## Palmarés

### Campeonatos nacionales
| Título                          | Club          | País       | Año  |
| ------------------------------- | ------------- | ---------- | ---- |
| División Nacional de Luxemburgo | F91 Dudelange | Luxemburgo | 2018 |
| División Nacional de Luxemburgo | F91 Dudelange | Luxemburgo | 2019 |
| Copa de Luxemburgo              | F91 Dudelange | Luxemburgo | 2019 |

## Vida personal
Es hermano del también futbolista Dejvid Sinani.